# Bucladesina
Bucladesina  es un derivado de nucleótido cíclico que imita la acción de endógeno cAMP y es un inhibidor de la fosfodiesterasa.
Bucladesina es un análogo de cAMP permeable celular. El compuesto se utiliza en una amplia variedad de aplicaciones de investigación debido a que imita cAMP y puede inducir respuestas fisiológicas normales cuando se añade a las células en condiciones experimentales. El cAMP sólo es capaz de provocar respuestas mínimas en estas situaciones.
El neuritas, consecuencia instigada por bucladesina en cultivos celulares se ha demostrado que es reforzada por nardosinona.